# Плотникова, Анастасия Михайловна
Анастаси́я Миха́йловна Пло́тникова (в девичестве Шмелько́ва; 31 декабря 1921, Екатеринбург, Екатеринбургская губерния, РСФСР — 16 ноября 1987, Свердловск, РСФСР, СССР) — советская лыжница, выступавшая на всесоюзном уровне в период 1943—1953 годов. 11-кратная чемпионка СССР в различных лыжных дисциплинах, член спортивных обществ «Авангард» и «Труд», Заслуженный мастер спорта СССР. Также известна как тренер по лыжным гонкам, преподаватель физической культуры.

## Биография
Анастасия Шмелькова родилась 31 декабря 1921 года. После окончания школы работала станочницей на Уральском заводе тяжёлого машиностроения — состояла в заводской секции по лыжному спорту, проходила подготовку под руководством тренера Людмилы Петровны Горностаевой.
Первого серьёзного успеха на всесоюзном уровне добилась ещё во время Великой Отечественной войны в сезоне 1943 года, когда вошла в основной состав сборной команды города Свердловска и выступила на домашнем чемпионате СССР, где одержала победу сразу в двух женских дисциплинах: в программе эстафеты 3 × 3 км и беге санитарных команд на 5 км. Год спустя на всесоюзном первенстве в том же Свердловске вновь была лучшей в эстафете и беге санитарных команд, по итогам сезона получила звание мастера спорта.
На чемпионате СССР 1945 года Анастасия Шмелькова трижды поднималась на пьедестал почёта, взяла бронзу в индивидуальной гонке на 10 км, получила серебро в эстафете и беге санитарных команд. На всесоюзном первенстве 1947 года выступала уже под фамилией Плотникова, представляла добровольное спортивное общество «Авангард» и одержала победу во всех трёх женских дисциплинах. На следующем чемпионате страны в составе сборной ВЦСПС победила в индивидуальной гонке на 8 км, стала серебряной призёркой в гонке на 5 км и эстафете 4 × 5 км. В 1949 году в Свердловске взяла бронзу в пятикилометровой гонке, была лучшей в эстафете, тогда как в восьмикилометровой гонке разделила первое место с Зоей Болотовой.
В 1950 году за выдающиеся спортивные достижения удостоена почётного звания «Заслуженный мастер спорта СССР». На чемпионате СССР в Златоусте выиграла серебряную медаль в программе эстафеты, на аналогичных соревнованиях следующего года в очередной раз стала чемпионкой в эстафете и получила бронзу в гонке на 10 км. Последний раз показала сколько-нибудь значимый результат на всесоюзном уровне в сезоне 1953 года, когда на чемпионате СССР в Свердловске в составе сборной команды РСФСР выиграла в эстафетной гонке серебряную медаль.
В 1953 году окончила Государственный институт физической культуры имени П. Ф. Лесгафта. После завершения спортивной карьеры занялась тренерской деятельностью, работала тренером по лыжным гонкам в спортивном клубе «Уралмаш», тренером-преподавателем в свердловской Детско-юношеской спортивной школе, преподавала физическую культуру в свердловской общеобразовательной школе № 115.
Умерла 16 ноября 1987 года. Похоронена на Северном кладбище Екатеринбурга.